# Hypnanae
Super-ordre
Les Hypnanae sont un super-ordre de mousses de la classe des Bryopsida, comprenant notamment l'ordre des Hypnales. Hypnum est le genre type.

## Liste des taxons de rang inférieur
Liste des ordres selon The Taxonomicon (25 mai 2021) :
- Hookeriales
- Hypnales

Selon Tropicos (25 mai 2021) :
- Baigulia Ignatov, Karasev & Sinitsa Arctoa 20: 53 2011
- Baiguliella Ignatov, Karasev & Sinitsa Arctoa 20: 63 2011
- Bryokhutuliinia Ignatov J. Hattori Bot. Lab. 71: 379 1992
- Hookeriales M. Fleisch. Hedwigia 61: 397 1920
- Hygrohypnidium Kirchh. Centralbl. Mineral., Abt. B, Geol. Paläontol. 1936: 339 1936
- Hypnales W.R. Buck & Vitt Taxon 35: 33 1986
- Hypnodendrales N.E. Bell, A.E. Newton & D. Quandt Bryologist 110: 554 2007
- Hypopterygiales Goffinet Nat. Commun. 10: 1485 [8] 2019
- Leucodontales W.R. Buck & Vitt Taxon 35: 34 1986
- Palaeodichelyma Ignatov & Shcherb. Syst. Assoc. Special Vol. 71: 327 2007
- Palaeohypnum Steere Amer. Midl. Naturalist 36: 314 1946
- Platybryopsis Plam. & Givul. Acta Palaeobot. 32: 23 1992
- Ptychomniales W.R. Buck, C.J. Cox, A.J. Shaw & Goffinet Syst. Biodivers. 2: 136 2004
- Tricostaceae G.W.K. Shelton, Stockey, G.W. Rothwell & Tomescu Amer. J. Bot. 102(11): 1886

## Publication originale
- (en) William R. Buck, Cymon J. Cox, A. Jonathan Shaw et Bernard Goffinet, « Ordinal relationships of pleurocarpous mosses, with special emphasis on the Hookeriales », Systematics and Biodiversity, vol. 2, no 2,‎ 1er novembre 2004, p. 140 (ISSN 1477-2000, DOI 10.1017/S1477200004001410, lire en ligne, consulté le 25 mai 2021)